# 相似擬相手蟹
相似擬相手蟹是一種於2013年在台灣恆春半島發現的蟹種，屬於相手蟹科擬相手蟹屬。過往這物種被誤認為是斑點擬相手蟹的幼蟹，直至2012年秋天時，學者觀察到正值繁殖期的母蟹在抱卵，才確認這應該是過去從未有紀錄的新物種。這項研究報告於2013年發表於新加坡的國際知名學術期刊「萊佛士動物學刊」。